# Eleccions al Landtag de Baviera de 1954
Les eleccions al Landtag de Baviera de 1954 van ser guanyades per la Unió Social Cristiana de Baviera (CSU) amb majoria relativa, tot i obtenir un gran augment de vots. Els socialistes, liberals, Partit de Baviera i Bloc dels Expulsats es reparteixen la resta d'escons.
| Partit               | Percentatge | Escons |
| -------------------- | ----------- | ------ |
| CSU                  | 38,3        | 83     |
| SPD                  | 28,0        | 61     |
| Partit de Baviera    | 13,0        | 28     |
| Lliga dels Expulsats | 10,2        | 19     |
| FPD                  | 7,2         | 13     |
| DKP                  | 2,1         | 0      |